# Kokopelli (альбом)
Kokopelli — второй студийный альбом британской группы «Kosheen». В Великобритании альбом был выпущен звукозаписывающей компанией «Moksha» 11 августа 2003 года.

## Об альбоме

### Название
В одном из интервью Даррен Бил рассказал, что альбом назван в честь североамериканского божества плодородия Кокопелли.

### Отклики
Джон О’Брайен из Allmusic весьма низко оценил альбом. В частности он написал, что из-за использования гитар «Kosheen» потеряли своё уникальное звучание и стали похожи на обычную рок-группу.

## Список композиций
Слова и музыка всех песен — Дарреном Билом, Марки Моррисоном и Шан Эванс.
| №   | Название          | Длительность |
| --- | ----------------- | ------------ |
| 1.  | «Wasting My Time» | 5:08         |
| 2.  | «All In My Head»  | 4:06         |
| 3.  | «Crawling»        | 3:53         |
| 4.  | «Avalanche»       | 6:16         |
| 5.  | «Blue Eyed Boy»   | 4:50         |
| 6.  | «Suzy May»        | 5:31         |
| 7.  | «Swamp»           | 5:10         |
| 8.  | «Wish»            | 5:29         |
| 9.  | «Coming Home»     | 5:48         |
| 10. | «Ages»            | 5:40         |
| 11. | «Recovery»        | 3:37         |
| 12. | «Little Boy»      | 3:35         |

Кроме того в альбом вошла скрытая композиция «Violence», которая бесплатно скачивалась из интернета после того, как компакт-диск вставлялся в компьютер.